# Phillip Hinton
Phillip Hinton (Brighton, 19 de março de 1942 — Wollongong, 29 de julho de 2021) foi um ator, dramaturgo, dublador e artista de voice-over britânico. Em sua longa carreira, participou de algumas produções cinematográficas e em um grande número de obras teatrais e televisivas no Reino Unido e, principalmente, na Austrália, onde residiu a maior parte de sua vida.

## Primeiros anos
Hinton nasceu em 1942 em Brington, Reino Unido, no auge da Segunda Guerra Mundial. Seu pai serviu na Força Aérea Real e a família de seu avô paterno era formada por judeus que emigraram da Polônia para a Grã-Bretanha em meados de 1800 para escapar da perseguição. Hinton cresceu na África do Sul, para onde sua família emigrou em 1947. Com 14 anos, ele começou sua carreira de ator em rádio-dramas e pouco depois ingressou nos teatros da Cidade do Cabo e de Joanesburgo.
Em 1963 retornou ao Reino Unido, onde trabalhou em teatro de repertório e comédia musical, ingressando na Royal Shakespeare Company em 1966. Ao longo de seus três anos nessa companhia, participou de turnês pela União Soviética e Finlândia com Macbeth, de Paul Scofield, e pela França com All's Well that Ends Well. Também trabalhou no Chichester Festival Theatre e no West End de Londres, atuando em produções de Stephen Sondheim e Jack Gelber.

## Carreira posterior
No Reino Unido, ele também trabalhou em diversas atrações televisivas para a BBC, incluindo as séries Softly Softley, Z Cars, The Regiment, Colditz, John Halifax, Gentleman, The Brontës of Haworth e The Protectors. Em 1974, estabeleceu-se na Austrália com sua família, passando a trabalhar no teatro de Sydney e com a Melbourne Theatre Company, encenando peças como Othello (1976), na qual interpretou Iago. Entre 1981 e 1982, saiu em turnê nacional por Adelaide, Melbourne e Tasmânia, encenando A Lesson from Aloes, do premiado dramaturgo sul-africano Athol Fugard; o desempenho de Hinton recebeu elogios da crítica na imprensa australiana.
Entre as décadas de 1980 e 2000, apareceu em várias telesséries australianas e norte-americanas, incluindo Mission: Impossible, Time Trax, Flipper e The Thorn Birds: The Missing Years, além de telefilmes como The Flood: Who Will Save Our Children?, The Three Stooges e Dynasty: The Making of a Guilty Pleasure. Ele voltou a atuar em peças teatrais de Fugard com The Road to Mecca (2002) e Valley Song (2007), na qual interpretou o papel principal. Em 2008, retornou ao teatro musical em uma revivificação de Little Woman, produção da Broadway. O artista também tem créditos como ator de voz, tendo trabalhado com dublagem e voice-over em muitos dramas de rádio, documentários televisivos, produções de animação televisivas ou lançadas diretamente em vídeo e comerciais de rádio e televisão.

## Vida pessoal
Em 1961, Hinton aderiu à Fé bahá'i e posteriormente viajou pelo Reino Unido, Irlanda, Ásia, África e Estados Unidos, palestrando e auxiliando em projetos bahá'i. Além disso, escreveu e estrelou a peça Portals to Freedom, baseada na história de Howard Colby Ives, religioso que conheceu pessoalmente Abdu'l-Bahá, filho do profeta Bahá'u'lláh, fundador da religião. No programa radiofônico The Search for Meaning, popular na Austrália, o ator contou a história de sua própria busca espiritual por meio da literatura. Ele também foi rotariano durante parte de sua vida, participando do Rotary Club de Wahroonga, em Sydney.
Em 1965, enquanto trabalhava em uma comédia musical num teatro de Londres, Hinton conheceu a dançarina Ann Constant, com quem foi casado por 56 anos e teve três filhos — Sean, Simon e Benjamin — e sete netos. Em meados de 2021, o artista foi diagnosticado com mesotelioma pleural e morreu quatro semanas depois, aos 79 anos, em 29 de julho de 2021, assistido pela família em sua casa na cidade de Wollongong, em Nova Gales do Sul, Austrália.

## Filmografia parcial

### Cinema
| Ano  | Título             | Papel           | Notas           | Ref.   |
| ---- | ------------------ | --------------- | --------------- | ------ |
| 1976 | Caddie             | John Marsh      |                 | [ 8 ]  |
| 1980 | Manganinnie        | Edward Waterman | tcc. Maganinnie | [ 9 ]  |
| 1983 | With Prejudice     | Gregory         |                 | [ 9 ]  |
| 2007 | Autumn in Krakow   |                 | Curta-metragem  | [ 10 ] |
| 2012 | Wish You Were Here | Collin          |                 | [ 11 ] |

### Televisão
| Ano       | Título                                      | Papel                          | Notas                                                      | Ref.          |
| --------- | ------------------------------------------- | ------------------------------ | ---------------------------------------------------------- | ------------- |
| 1964-71   | Z Cars                                      | Reg Palmer / Geoff Brice / Ted | 4 episódios                                                | [ 12 ]        |
| 1968      | All's Well That Ends Well                   | Dumaine, o jovem               | Telefilme                                                  | [ 13 ]        |
| 1969      | Imperial Palace                             | Beyer/Reyer                    | Episódio: "Arrivals"                                       | [ 14 ] [ 15 ] |
| 1970      | Softly, Softly - Task Force                 | PC Ward                        | Episódio: "Open and Shut"                                  | [ 15 ]        |
| 1970      | Kate                                        | Toby                           | Episódio: "Say It with Flowers"                            | [ 16 ]        |
| 1972      | Saturday Night Theatre                      | Diretor de TV                  | Episódio: "The Midsummer Dream of Chief Inspector Blossom" | [ 16 ]        |
| 1972      | The Pathfinders                             | Sargento Dick Duncan           | Episódio: "For Better, for Worse"                          | [ 16 ]        |
| 1972      | The Protectors                              | Mario                          | Episódio: "See No Evil"                                    | [ 17 ]        |
| 1972-73   | The Regiment                                | Prisioneiro bôer               | 2 episódios                                                | [ 14 ] [ 18 ] |
| 1973      | Colditz                                     | Renoir                         | Episódio: "The Way Out"                                    | [ 14 ] [ 19 ] |
| 1973      | The Brontës of Haworth                      | Reverendo J.W. Smith           | Episódio: "Delusion's Song"                                | [ 14 ]        |
| 1974      | John Halifax, Gentleman                     | Lord Ravenel                   | Episódio 5                                                 | [ 14 ]        |
| 1977      | No Room to Run                              | Cyrus Zikha                    | Telefilme                                                  | [ 20 ]        |
| 1978      | The Tichborne Affair                        | Holmes                         | Telefilme                                                  | [ 15 ]        |
| 1979      | Skyways                                     | Patrick Hampton                | Episódio: "Holding Pattern"                                | [ 21 ]        |
| 1979      | Captives of Care                            |                                | Telefilme                                                  | [ 22 ]        |
| 1980      | Golden Soak                                 | Duhamel                        | Minissérie em seis partes                                  | [ 15 ]        |
| 1980      | Bellamy                                     | Johnson                        | Episódio: "The Massage Girl Murders"                       | [ 23 ]        |
| 1982-84   | A Country Practice                          | Joe Khoury / Jimmy Lyall       | Recorrente                                                 | [ 24 ] [ 25 ] |
| 1987      | Great Expectations: The Untold Story        | Cabo Marley                    | Telefilme                                                  | [ 26 ]        |
| 1987      | Treasure Island                             |                                | Telefilme de animação; voz                                 | [ 27 ]        |
| 1989      | Mission: Impossible                         | Rultka                         | Episódio: "The Pawn"                                       | [ 11 ]        |
| 1989      | The Hijacking of the Achille Lauro          | Capitão De Rosa                | Telefilme                                                  | [ 28 ]        |
| 1989-90   | Home and Away                               | Vários                         | Recorrente; como Philip Hinton                             | [ 29 ]        |
| 1990      | Yellowthread Street                         | Kowalski                       | Episódio: "Slicing the Dragon"                             | [ 30 ]        |
| 1991      | The Boys from the Bush                      | Kolyanis                       | Episódio: "The Stuffed Platypus"                           | [ 15 ]        |
| 1992      | Police Rescue                               | Legista                        | Episódio: "Judgement Day"                                  | [ 31 ]        |
| 1992      | GP                                          | Andrew Fielding                | 1 episódio                                                 | [ 32 ]        |
| 1993      | The Flood: Who Will Save Our Children?      | Pastor Shipman                 | Telefilme                                                  | [ 9 ]         |
| 1993      | Irresistible Force                          | Governador                     | Telefilme                                                  | [ 12 ]        |
| 1993      | Desperate Journey: The Allison Wilcox Story | Dr. Clayton                    | Telefilme                                                  | [ 12 ]        |
| 1994      | Time Trax                                   | Zack                           | Episódio: "To Live and Die in Docker Flats"                | [ 33 ]        |
| 1995      | Blue Murder                                 | Ian Barker QC                  | Minissérie                                                 | [ 34 ]        |
| 1996      | The Thorn Birds: The Missing Years          | Levi                           | Minissérie                                                 | [ 9 ]         |
| 1997      | Heart of Fire                               | Danny Armstrong                | Telefilme                                                  | [ 9 ]         |
| 1997      | Big Sky                                     | Homem sinistro                 | Episódio: "Mortal Stakes"                                  | [ 35 ]        |
| 1998      | Murder Call                                 | Barney Hirsch                  | Episódio: "Murder in Reverse"                              | [ 11 ]        |
| 1999      | Airtight                                    | Goldstein                      | Telefilme                                                  | [ 34 ]        |
| 1999-2001 | Farscape                                    | Teurac                         | 3 episódios; voz                                           | [ 36 ]        |
| 2000      | The Three Stooges                           | Juiz                           | Telefilme                                                  | [ 37 ]        |
| 2001      | Escape of the Artful Dodger                 | Sr. Brownlow                   | Telessérie                                                 | [ 38 ]        |
| 2005      | Dynasty: The Making of a Guilty Pleasure    | Leonard Goldenson              | Telefilme                                                  | [ 11 ]        |

### Dublagem (filmes de animação)
| Ano  | Título                                     | Notas                                                                       | Ref.   |
| ---- | ------------------------------------------ | --------------------------------------------------------------------------- | ------ |
| 1982 | A Christmas Carol                          | Papel: Bob Cratchit                                                         | [ 34 ] |
| 1983 | Great Expectations                         |                                                                             | [ 34 ] |
| 1983 | Sherlock Holmes and the Baskerville Curse  |                                                                             | [ 39 ] |
| 1983 | David Copperfield                          |                                                                             | [ 37 ] |
| 1984 | A Tale of Two Cities                       | Telefilme                                                                   | [ 10 ] |
| 1985 | Nicholas Nickleby                          |                                                                             | [ 37 ] |
| 1985 | The Pickwick Papers                        |                                                                             | [ 37 ] |
| 1986 | Dr. Jekyll and Mr. Hyde                    |                                                                             | [ 34 ] |
| 1986 | The Hunchback of Notre-Dame                | Telefilme                                                                   | [ 34 ] |
| 1986 | The Adventures of Tom Sawyer               |                                                                             | [ 34 ] |
| 1986 | Ivanhoe                                    | Telefilme                                                                   | [ 10 ] |
| 1987 | Rob Roy                                    | Diretamente em vídeo                                                        | [ 40 ] |
| 1987 | Don Quixote of La Mancha                   |                                                                             | [ 20 ] |
| 1988 | The Black Arrow                            |                                                                             | [ 34 ] |
| 1988 | The Black Tulip                            |                                                                             | [ 34 ] |
| 1988 | Prisoner of Zenda                          |                                                                             | [ 10 ] |
| 1988 | Alice in Wonderland                        | Diretamente em vídeo; papéis: Chapeleiro Maluco, Rei de Copas, Lagarto Bill | [ 41 ] |
| 1999 | Prince of the Nile: The Story of Moses     | Diretamente em vídeo                                                        | [ 42 ] |
| 2001 | The Little Drummer Boy                     |                                                                             | [ 43 ] |
| 2001 | The Canterville Ghost                      |                                                                             | [ 34 ] |
| 2006 | Westward Ho                                |                                                                             | [ 8 ]  |
| 2012 | Storybook Classics                         | Coleção de oito filmes em vídeo                                             | [ 44 ] |
| 2013 | The Corsican Brothers: An Animated Classic |                                                                             | [ 20 ] |